# Viaduto do Corgo
O Viaduto do Corgo é uma obra de arte que se insere na Autoestrada Transmontana, obra rodoviária que liga Vila Real a Quintanilha, na Fronteira Espanha-Portugal. Tem como principal objectivo a transposição do vale do Rio Corgo, em Vila Real. 
A solução estrutural consiste num Viaduto em betão armado pré-esforçado com uma extensão total de 2796m, dividido em 3 sub-viadutos contínuos, separados por juntas de dilatação, com comprimentos de 855m (Viaduto Poente), 768m e 1167m (Viaduto Nascente). 
O vão principal deste Viaduto, com 300m, foi conseguido, do ponto de vista estrutural, pelo recurso a uma solução de tirantes nos pilares P18 e P19.
Os mastros dos pilares P18 e P18 encontram-se a 290m acima do fundo do vale.
Na zona de maior desnível em relação ao solo, o tabuleiro eleva-se a mais de 230 metros do fundo do vale do rio Corgo.

## Imagens

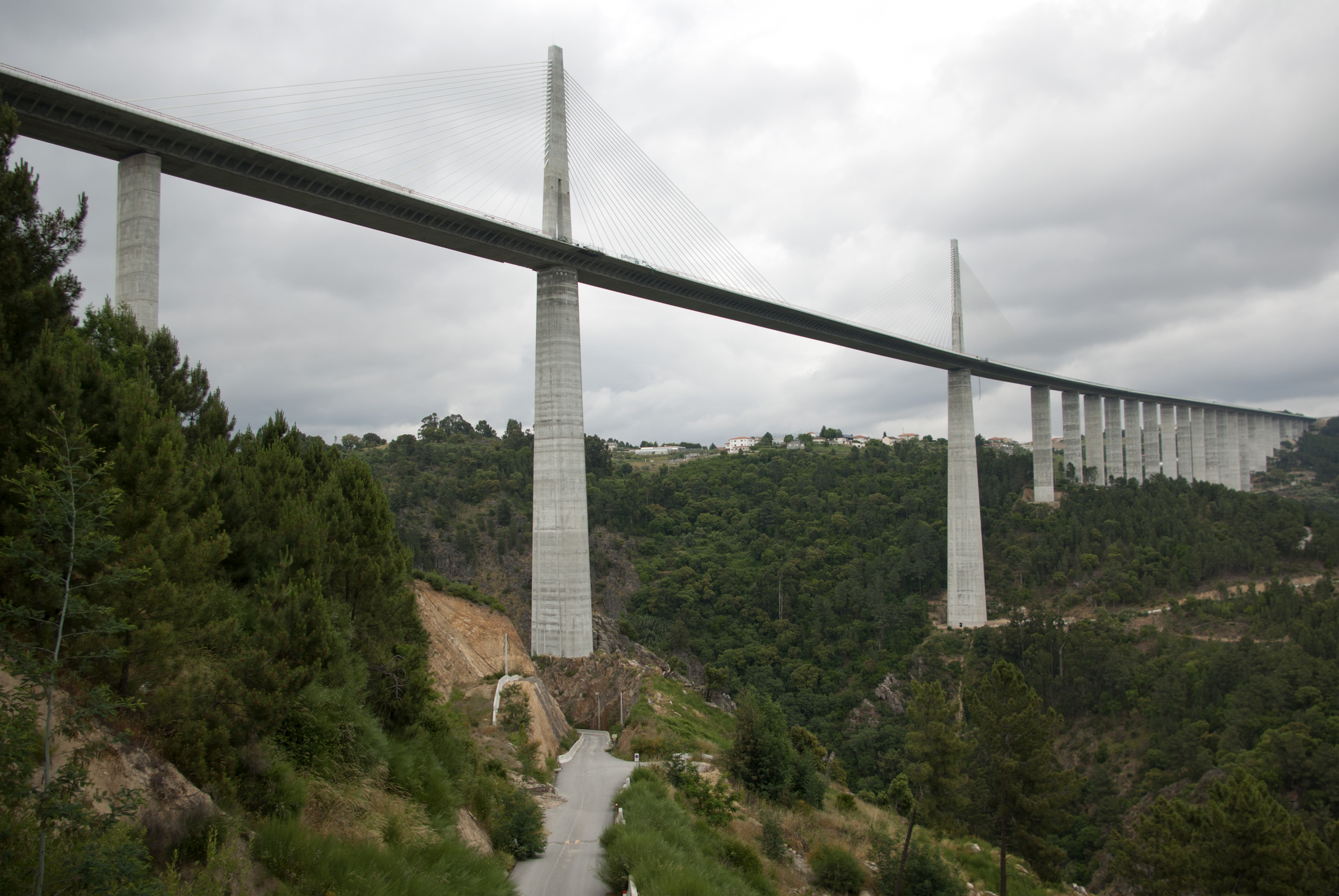
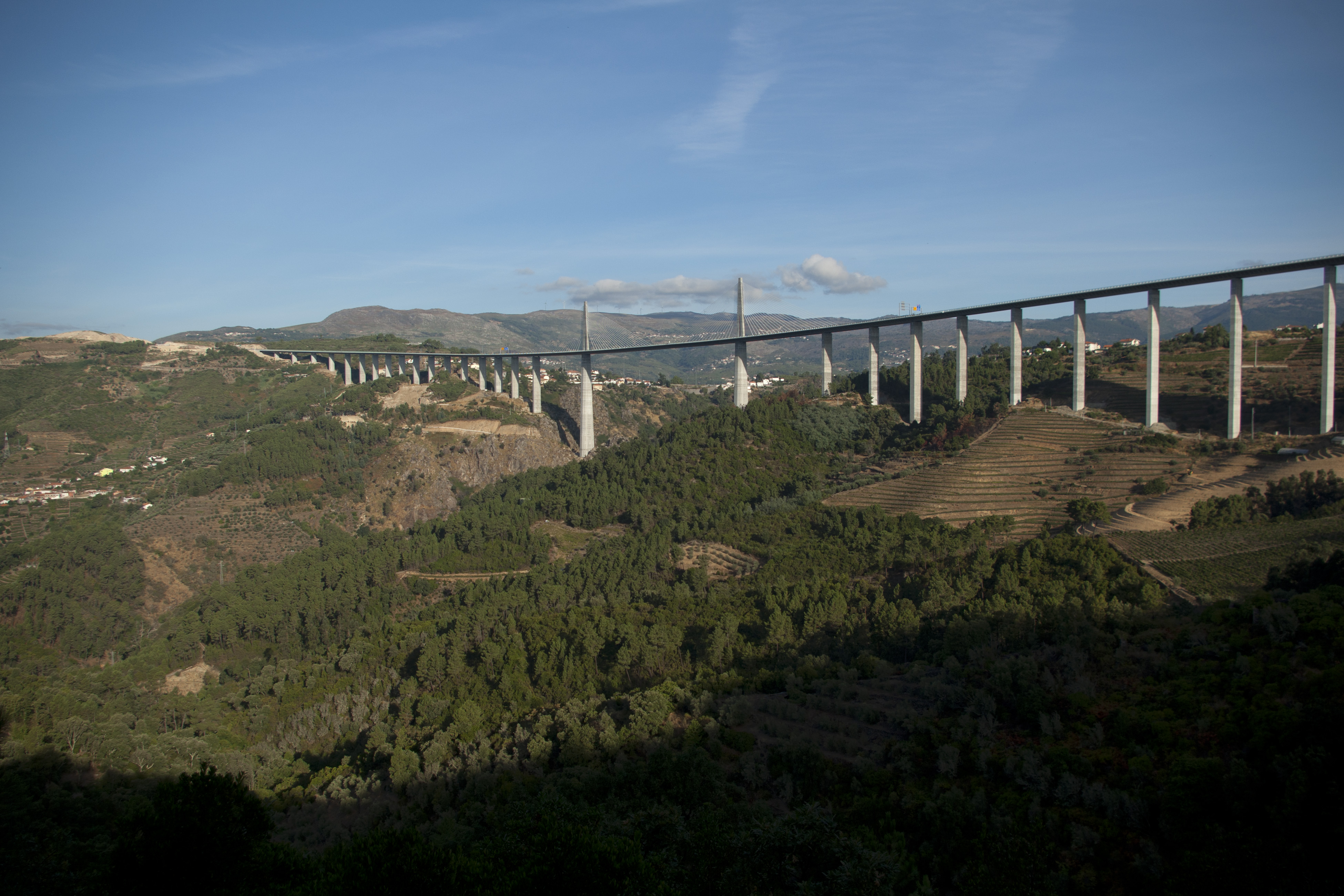
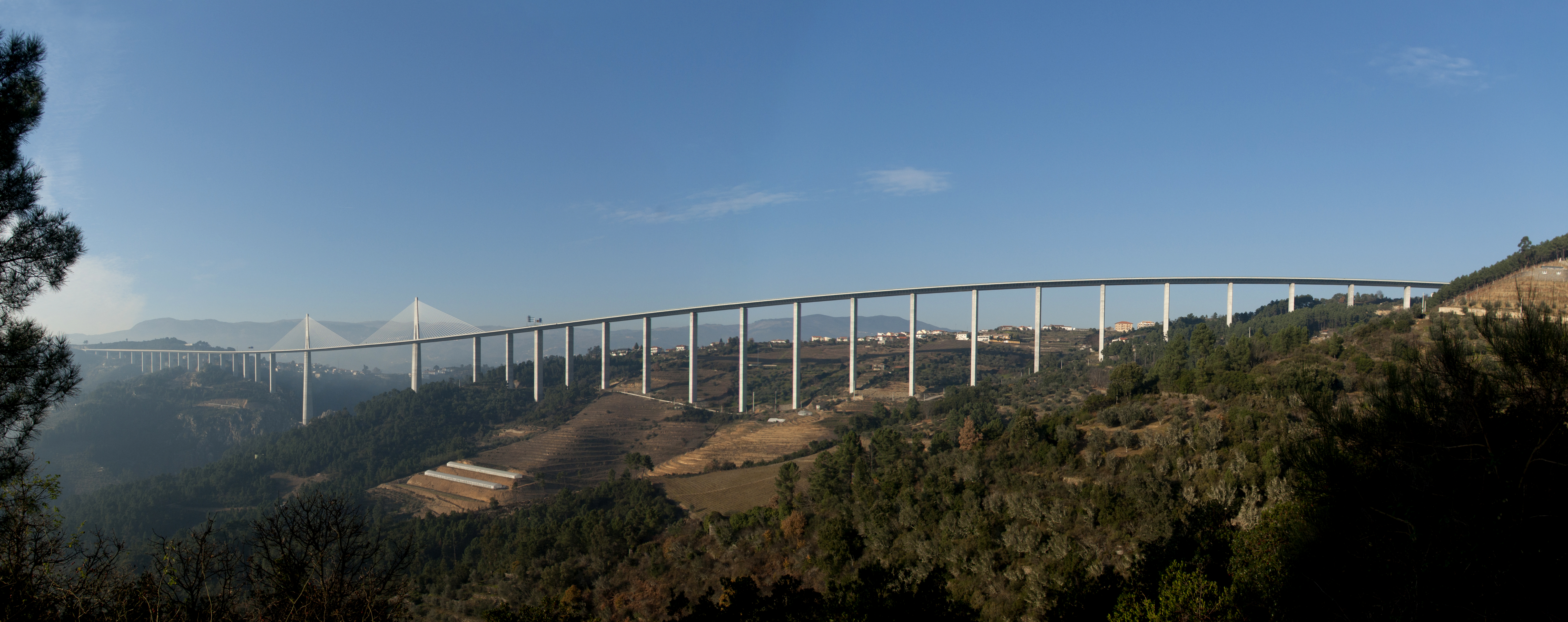

1. ↑  LCW Consult (2013). «A4 – Viaduto sobre o vale do rio Corgo». LCW Consult